# Ray Harryhausen

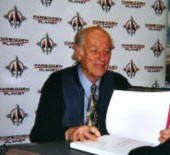
Ray Harryhausen al Forbidden Planet de Londres.

Raymond Frederick Harryhausen (29 de juny del 1920 Los Angeles, Califòrnia – 7 de maig del 2013, Londres, Anglaterra) va ser un tècnic en efectes visuals cinematogràfics estatunidenc. Fou molt famós per popularitzar la tècnica de l'stop-motion al cinema d'animació dels anys seixanta i setanta.

## Biografia
El 1933 va quedar profundament impressionat en veure la pel·lícula King Kong, fet que el dugué a estudiar la tècnica per produir efectes visuals a la Manual Arts High School, la mateixa on havia estudiat Frank Capra. Tot i que la de l'stop-motion no era nova (abans del mateix King Kong ja s'havia utilitzat en El món perdut el 1925) va perfeccionar-la seguint les petjades que havia deixat abans que ell el seu mentor Willis O'Brien.
La seva primera càmera, una Victor de 16 mm prestada, va ser substituïda poc després per la primera càmera que es va comprar: una Kodak Cine II Special de 16 mm amb sistema imatge per imatge, que li facilitaria la seva feina posterior En aquesta època es va unir a un club d'aficionats, on coneixeria dos dels seus millors amics: el col·leccionista, agent i expert en el gènere Forrest J. Ackerman i l'escriptor de ciència-ficció Ray Bradbury.
Per tal d'aprofundir en els coneixements de tècnica cinematogràfica, s'apunta a classes nocturnes a la USC, la Universitat de California del Sud, on estudia direcció artística, fotografia i muntatge. El seu primer treball professional, després d'intentar sense èxit, col·laborar amb la Walt Disney Pictures, va ser en el curtmetratge de George Pal, Western Daze (1941) amb qui va col·laborar durant dos anys.
Després d'això va realitzar una sèrie de curtmetratges basats en contes infantils fins que el 1953 va sorgir el projecte de El monstre dels temps remots.
El 5 d'octubre de 1963 es casa amb Diana Livingstone Bruce, besneta del famós explorador David Livingstone, amb qui estaria casat fins a la seva mort. Amb ella van tenir una filla, Vanessa, nascuda l'any 1964. La seva última pel·lícula va ser Lluita de titans (1981) i no va ser fins a l'any 1992 que li va arribar el reconeixement de l'Académia, en forma de premi, al atorgar-li el premi especial Gordon E. Sawyer
Les pel·lícules en què treballava Harryhausen combinaven els personatges reals convencionals amb la tècnica de l'stop-motion a partir de ninots rígids articulats. Algunes de les pel·lícules en què va treballar foren El gran goril·la (1949), del director Ernest B. Schoedsack), It Came from Beneath the Sea (1955), Simbad i la princesa (1958), i que el 2008 fou seleccionada pel National Film Registry per ser conservada a la Biblioteca del Congrés dels Estats Units, The 3 Worlds of Gulliver (1960), L'illa misteriosa (1961), Jàson i els argonautes (1963), Fa un milió d'anys (1966), The Valley of Gwangi (1969), El viatge fantàstic de Simbad (1974), Sinbad and the Eye of the Tiger (1977) i Lluita de titans (1981), entre d'altres.
A banda de ser l'especialista en efectes visuals, sovint també era productor de les pel·lícules en què treballava.